# Justine Otto
Justine Otto (* 1974 in Zabrze, Polen) ist eine deutsche Malerin.

## Karriere
Otto wurde 1974 in Polen geboren. 1983 zog sie nach Deutschland. Zwischen 1997 und 2000 arbeitete Justine Otto als Bühnenbildnerin bei den Städtischen Bühnen Frankfurt. Ab 1996 studierte sie an der Staatlichen Hochschule für bildende Künste (Städelschule) in Frankfurt am Main bei Peter Angermann und Michael Krebber und war Meisterschülerin im Fach Freie Malerei. 2003 schloss sie das Studium ab. Seit 2016 ist Justine Otto Mitglied des MalerinnenNetzwerks Berlin-Leipzig, einem Zusammenschluss von Malerinnen, dem u. a. auch Kathrin Landa, Rosa Loy und Miriam Vlaming angehören.
Otto lebt in Hamburg und Berlin.

## Werk
Zentrales Thema der frühen Werke sind heranwachsende Menschen und deren Gefühlswelt. Otto lässt ihre Protagonisten, meist junge Mädchen, rätselhafte Handlungen vollziehen. Otto nimmt eine neutrale Beobachterposition ein und konfrontiert den Betrachter mit dem Prozess des Erwachsenwerdens. Durch weiche ineinander übergehende Licht- und Schattenzonen, unterbrochen durch grelle Farbakzentuierungen, erzeugt sie eine starke Lebendigkeit. So entstehen Körperlandschaften, die ihren Figuren eine starke Authentizität verleihen.
In den neueren Gemälden setzt Justine Otto setzt Figuration und Abstraktion zueinander ins Verhältnis. Ihre Heldenbilder arbeiten sich an der Malereigeschichte ab, genauso wie an den männlichen Mythen der Menschheit. Die gebrochenen Figuren halten die Stellung, doch ihre Uniformen, Reitpferde und andere Statussymbole sind durchlässig und dysfunktional.

## Auszeichnungen
- 2005: Volker-Hinniger-Preis[4]
- 2011: Preisträgerin des Kunstpreises des Lüneburgischen Landschaftsverbandes[5]
- 2011: Kulturförderpreis Bildende Kunst des Landkreises Lüneburg[6]
- 2013: Dr. Rolf Seisser Preis des Lions Clubs Frankfurt[7]
- 2014: phillips collection emerging artist prize 2014, Washington D.C.[8]

## Ausstellungen (Auswahl)

### Einzelausstellungen
- 2011 Verein für junge Kunst Wolfsburg, Wolfsburg: gesangverein liederkranz
- 2011 Museum Schloss Giffhorn: Blutsverwandtschaften
- 2012 Kunsthalle Jesuitenkirche, Aschaffenburg: zähne und krallen
- 2013 Museum Franz Gertsch, Burgdorf, Schweiz: halbpension
- 2014 Städtische Galerie Neunkirchen, Neunkirchen: Today is tomorrow’s yesterday
- 2014 Städtische Galerie Fürth: Today is tomorrow’s yesterday[9]
- 2015 Kunstverein Duisburg, Duisburg: things behind the sun
- 2016 Westwendischer Kunstverein, Gartow: Hidden persuaders
- 2017 frauen museum, Wiesbaden: Les amis de toujours
- 2018 Kunstverein Montez, Frankfurt am Main: heroes & hoaxes

### Gruppenausstellungen
- 1998 Stuttgart; 17. Juli 1956 – Salem (WIS.) / USA, 3. März 1977, Portikus, Frankfurt am Main
- 2001 Darmstädter Sezession auf der Mathildenhöhe/Darmstadt: Endkandidatenausstellung für den Preis der Darmstädter Sezession
- 2002 AusstellungsHalle 1A, Frankfurt am Main: Lieblingsbilder
- 2003 Städel, Frankfurt am Main: Absolvenz
- 2004 AusstellungsHalle, Frankfurt am Main
- 2005 Berlinische Galerie, Berlin: Preisträgerausstellung zum Förderpreis Bildende Kunst der Schering Stiftung
- 2006 Kunsthalle der Hypo-Kulturstiftung, München: Zurück zur Figur. Malerei der Gegenwart
- 2007 Kunstverein Aschaffenburg, Aschaffenburg: Ins Licht gerückt
- 2007 Kunsthaus Essen, Essen: my generation
- 2008 Künstlerverein Walkmühle, Wiesbaden: Fluchten[10]
- 2009 Sammlung Rusche, Schloss Corvey: Liebeslust und Lebenslast – der inszenierte Alltag
- 2010 12. Cairo Biennale[11]
- 2011 Kunsthalle Darmstadt, Darmstadt: Kunsthalle macht Schule
- 2011: Kunsthalle Villa Kobe, Halle/Saale: Große Kunstausstellung Halle (Saale) 2011
- 2012 Museen der Stadt Dachau, Dachau: so zwischendrin
- 2014 Kunstmuseum Bochum, Bochum: Additionen der Gegenwart
- 2014 Haus am Lützowplatz, Berlin: Die halluzinierte Welt
- 2015 Kunsthaus Apolda, Apolda: bittersüße Zeiten
- 2016 Palais für aktuelle Kunst, Glückstadt: PROZAC
- 2017 Schloss Achberg, Achberg: Entfesselt, Malerinnen der Gegenwart
- 2017 Haus am Lützowplatz, Berlin: Farbauftrag
- 2018 Kunstverein Münsterland, Coesfeld: Zeitgenossen
- 2019 Europäischer Kunstverein und Kunstraum Potsdam: POSTCARD RELOADED